# 1978 en photographie
| Années de la photographie : 1975 - 1976 - 1977 - 1978 - 1979 - 1980 - 1981    |
| Décennies de la photographie : 1940 - 1950 - 1960 - 1970 - 1980 - 1990 - 2000 |

Cet article présente les faits marquants de l'année 1978 en photographie.

## Événements
- Création de Ffotogallery, agence nationale pour le développement de la photographie du Pays de Galles.
- Création en France par le ministère de la culture de la Fondation nationale de la photographie, installée au Château Lumière à Lyon.
- Création en France de l'association « Paris Audiovisuel – Maison Européenne de la Photographie » par le maire de Paris Jacques Chirac, à l'initiative du journaliste et critique de cinéma Henry Chapier ; la Mairie de Paris met à sa disposition l'hôtel Hénault dans le 4e arrondissement où l'association installe un Espace photo ; la Maison européenne de la photographie ouvrira au public en février 1996[1].
- Création en Belgique à Bruxelles de l'association Contretype (Centre pour l’image et la photographie contemporaine), par le photographe Jean-Louis Godefroid, pour soutenir et promouvoir la photographie d'auteur en Fédération Wallonie-Bruxelles.
- Le Musée Folkwang d'Essen en Allemagne crée une section indépendante consacrée à la photographie.

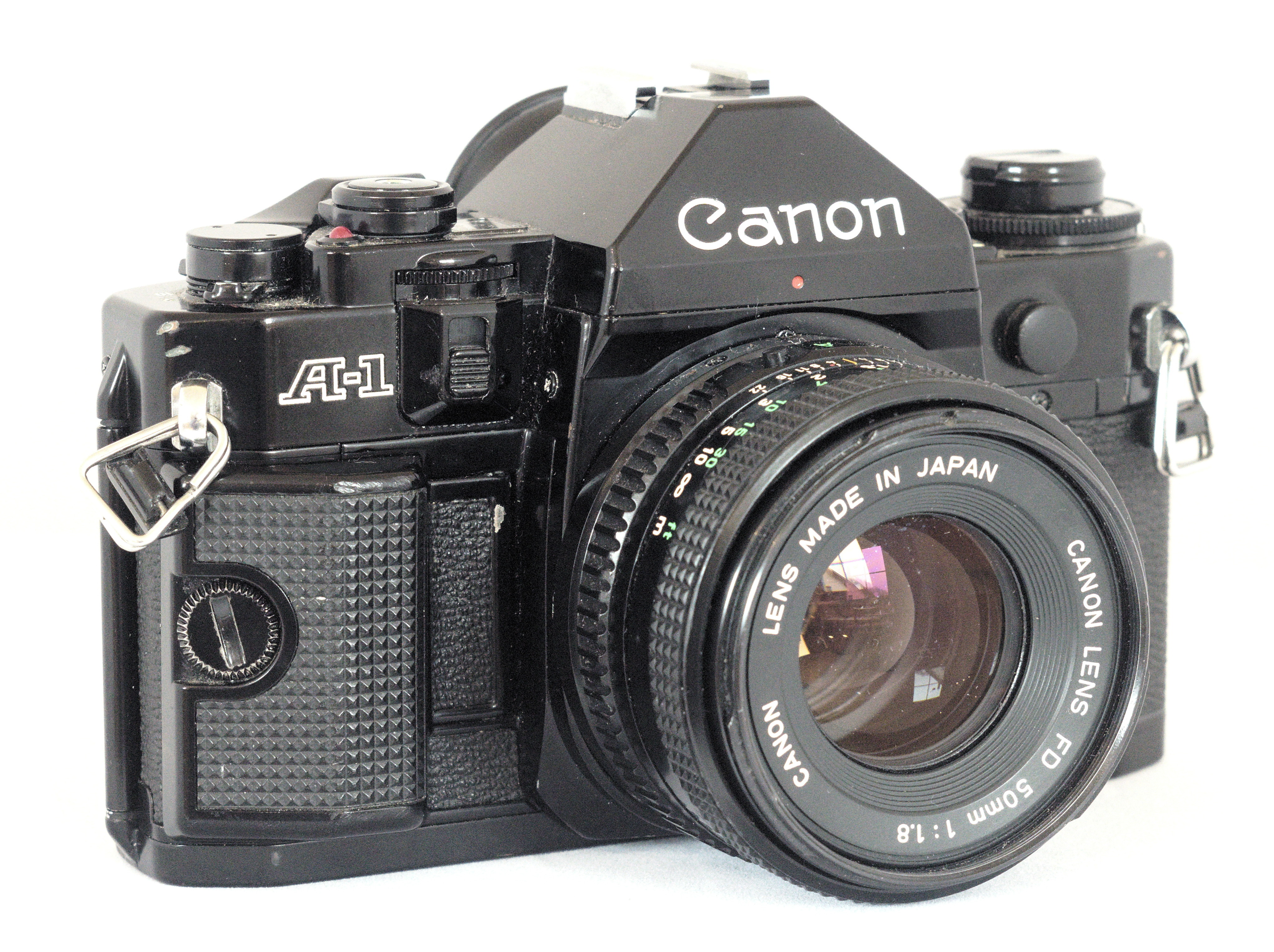
Canon A-1.

- avril : commercialisation du Canon A-1, appareil photographique reflex mono-objectif, par la firme Canon ; c'est le premier appareil photographique à être doté d'un ordinateur intégré numérique.
- Commercialisation par Nikon du Nikon FE, appareil photographique reflex mono-objectif.

- La "voie AR/13" dans le quartier de la Maison-Blanche du 13e arrondissement à Paris est renommée Rue Eugène-Atget en l'honneur du photographe Eugène Atget qui a vécu dans l' arrondissement.

## Photographies notables
- Jeff Wall, La Chambre détruite, dont la composition s'inspire de La Mort de Sardanapale d'Eugène Delacroix[2].
- La photographe polonaise Zofia Rydet commence son projet photographique Zapis Socjologiczny [Répertoire sociologique] : enregistrer le quotidien des habitants dans les campagnes en Pologne en discutant avec eux et en les photographiant avec un protocole toujours identique ; elle réalise jusqu'en 1989 plusieurs dizaines de milliers de photographies[3],[4].

## Livres de photographies
- Richard Avedon, Photographies 1947-1977, Denoël / Filipacchi.
- Joel Meyerowitz, Cape Light : color photographs, Boston, Museum of Fine Arts  (ISBN 9780878461325)[5].
- Anders Petersen, Cafe Lehmitz, texte de Roger Anderson, Munich, Schirmer Mosel Verlag, 18-88 p. •  (ISBN 978-3-921375-28-0) ; réédition : Schirmer Mosel Verlag, 2022, avec une préface de Tom Waits[6].
- Leni Riefenstahl, Korallengärten, Munich, List, 223 p.. •  (ISBN 978-3-471-78527-0)

édition française : Jardins de corail, traduction de Geneviève Dispot, Paris, Chêne, 1978, 223 p. •  (ISBN 2-85108-192-6).
- Denis Roche, Notre antéfixe, Paris, Flammarion, coll. « Textes », 143 p. •  (ISBN 2-08-064094-1).
- Bernard Pierre Wolff, Friends and Friends of Friends, E. P. Dutton •  (ISBN 0-52547-519-2).

## Études, essais, articles
- Michel Auer et Eaton S. Lothrop : L'Œil invisible : les appareils photographiques d'espionnage, Paris, Éditions EPA, 175 p.  (ISBN 978-2851200686).

## Films sur la photographie
- Louis Malle, La Petite, inspiré de la vie du photographe Ernest J. Bellocq.

## Expositions
- février : Ne bougeons plus ! Robert Doisneau, galerie Agathe Gaillard, Paris[8].
- 23 février - 23 mars : Le Camp de Châlons : un reportage de Gustave Le Gray, 1857, Galerie Louvois, Bibliothèque nationale, Paris[9].
- juin- juillet : Wilhelm von Gloeden, Festival dei due mondi, Spolète[10].
- 7 juillet - 4 septembre : Robert Doisneau, musée Nicéphore-Niépce, Chalon-sur-Saône.
- 28 juillet - 2 octobre : Mirrors and Windows : American Photography since 1960, Museum of Modern Art (MoMA), New York[11].

L'exposition conçue par John Szarkowski présente les œuvres d'un grand nombre de photographes américains, parmi lesquels Diane Arbus, Paul Caponigro, Mark Cohen, Judy Dater, Bruce Davidson, William Eggleston, Elliott Erwitt, Lee Friedlander, Ernst Haas, Robert Heinecken, Leslie Krims, Ray Metzker, Joel Meyerowitz, Tod Papageorge, Robert Rauschenberg, Edward Ruscha, Stephen Shore, George Tice, Jerry Uelsmann, Henry Wessel Jr. et Garry Winogrand.
- 15 août - 1er novembre 1978 : The Rouge : the image of industry in the art of Charles Sheeler and Diego Rivera, Detroit Institute of Arts, Detroit.
- 13 septembre - 5 novembre : Richard Avedon, Photographs 1947 - 1977, Metropolitan Museum of Art, New York[12].
- 27 septembre - 12 novembre :  Florence Henri : photographies, 1927-1938, Musée d'Art moderne de Paris, département Animation, Recherche, Confrontation (ARC), Paris[13].
- 2 octobre - 15 novembre : Les Lumière et la couleur : 75ème anniversaire de la plaque autochrome, Fondation nationale de la photographie, Lyon[14].
- 15 novembre - 10 décembre : Gli italiani nelle fotografie di Mario Nunes Vais, Palais de Venise, Rome.
- 9 décembre - 14 janvier 1979 : The painter as photographer : David Octavius Hill, Auguste Salzmann, Charles Nègre. Works from the National Gallery of Canada, Galerie d'art de Vancouver.
- Eugène Atget photographe, 1857-1927, exposition itinérante en France organisée par le Service des archives photographiques de la Direction de l'architecture[15].
- Heinrich Kühn, Galerie La Remise du Parc, Paris[16].

## Festivals et congrès photographiques
- juillet : 9es Rencontres de la photographie d'Arles[17],[18].
- septembre : photokina à Cologne[19].

## Prix et récompenses
- Création du Grand Prix national de la photographie par le ministère de la Culture, décerné à un photographe installé en France, pour l'ensemble de son œuvre. Premier lauréat : Brassaï[20].
- Prix Niépce : Alain Chartier.
- Prix Nadar : Josef Koudelka, Gitans la fin du voyage, Paris, éditions Delpire  (ISBN 2-85107-001-0).
- Prix Kodak de la critique photographique (2e prix ex æquo) : Joachim Bonnemaison, Jean Mézière, Keiichi Tahara.
- Médaille David-Octavius-Hill : Heinz Hajek-Halke, Willi Moegle.
- Prix Erich-Salomon : magazine National Geographic.
- Prix culturel de la Société allemande de photographie : Gisèle Freund.
- Prix Robert Capa Gold Medal : Susan Meiselas.
- Prix Pulitzer :
  - Prix Pulitzer de la photographie d'article de fond : John Blair, envoyé spécial pour United Press International, pour la photographie d'un courtier d'Indianapolis pris en otage sous la menace d'une arme à feu.
  - Pulitzer Prize for Spot News Photography : J. Ross Baughman, d'Associated Press, pour trois photographies des zones de guérilla en Rhodésie.
- Prix Ansel-Adams : C. C. Lockwood.
- Prix de la Société de photographie du Japon / prix annuel : Hisae Imai, Yasuhiro Ishimoto, Yoshikazu Minami / espoirs : Taku Aramasa, Shigeo Gochō, Satoshi Kuribayashi / contributions remarquables : Kōtarō Tanaka.
- Prix Kimura Ihei : Ishiuchi Miyako.
- prix Ina-Nobuo : Hiromi Tsuchida.
- World Press Photo de l'année : Leslie Hammond pour un photographie de la police d'Afrique du Sud utilisant des gaz lacrymogènes à Modderdam, près du Cap[21].

## Naissances
- 11 avril : Olivier Lavielle, photographe français, spécialisé dans la photographie aéronautique et automobile.
- 12 avril : Véronique de Viguerie, photojournaliste française.
- 16 mai : Andrzej Dragan, photographe polonais.
- 19 août : Lucas Dolega, photojournaliste franco-allemand, tué lors d'un reportage pendant la révolution tunisienne le 17 janvier 2011.
- 28 août : Ewan Lebourdais, photographe français spécialisé dans le milieu maritime, peintre officiel de la Marine.
- 24 novembre : Susanna Majuri, photographe finlandaise, morte le 5 mars 2020.
- 29 décembre : Sammy Baloji, photographe congolais.

- Date précise inconnue ou non renseignée :
  - Martina Bacigalupo, photojournaliste italienne.
  - Viviane Dalles, photographe documentaire indépendante française, lauréate en 2014 du prix Canon de la femme photojournaliste.
  - Erika Diettes, photographe colombienne.
  - Jesse Marlow, photographe australien.
  - Ian Shive, photographe américain de paysages.
  - Piotr Skubisz, photographe polonais.

## Décès
- 15 janvier : Thérèse Bonney, photographe et photojournaliste américaine, née le 15 juillet 1894.
- 3 mars : Otto Steinert, photographe et professeur de photographie allemand, fondateur et théoricien de la subjektive fotografie, né le 12 juillet 1915.
- 31 mars : Karel Hájek, photojournaliste tchécoslovaque, né le 22 janvier 1900.
- 19 avril : André Blay, photographe français, actif à La Réunion, né le 2 février 1914.
- 14 juillet : Charles Clyde Ebbets, photographe américain, né le 18 août 1905.
- 15 octobre : William Eugene Smith, photojournaliste et photographe de guerre américain, né le 30 décembre 1918.
- 17 octobre : Saverio Marra, photographe italien, né le 10 septembre 1894.
- 3 novembre : Édouard Kutter, photographe luxembourgeois, né le 8 mai 1887.
- 6 décembre : Abram Chterenberg, photographe russe d'origine ukrainienne, né en 1894.
- 26 décembre : Gunnar Lönnqvist, homme d'affaires et photographe finlandais, né le 4 janvier 1891.

- Date précise non renseignée ou inconnue : 
  - Edmond Dauchot, photographe, poète et graveur belge, dont l'œuvre est consacrée à l'Ardenne belge, né en 1905.
  - Adolf Klingsberg, photographe roumain, né le 20 octobre 1880.
  - Georges Viollon, photographe français, né en 1915.

## Célébrations
Centenaire de naissance
- Jean Agélou
- Ángel Arquer
- Charles Bartésago
- André Bello
- Gustaf W. Cronquist
- Gabriel Faci Abad
- Norbert Ghisoland
- Henry B. Goodwin
- Alfred Krauth
- Albert Laborde
- Rudolf Lehnert
- Frères Manákis
- Claude C. Matlack
- Jean-Adolphe Michel
- Aizō Morikawa
- Antoine Poidebard
- Joan Vilatobà i Fígols
- Adele Younghusband

Centenaire de décès
- Gioacchino Altobelli
- Pierre Brandebourg
- William Carrick
- Richard Daintree
- Geneviève Élisabeth Disdéri
- Ruperto López de Alegría
- Henri Victor Regnault
- Jean-Baptiste Soleil
- Peter-Wilhelm von Voigtländer